# Léon Gaumont
Léon Gaumont (Parigi, 10 maggio 1864 – Sainte-Maxime, 9 agosto 1946) è stato un inventore, produttore cinematografico e imprenditore francese.

## Biografia
Léon Gaumont fu il fondatore della Gaumont, la società di produzione francese creata nel luglio del 1895 con il nome "L. Gaumont et compagnie". Léon era stato in precedenza impiegato in una fabbrica di materiale ottico e fotografico, la "Comptoir général de photographie". 

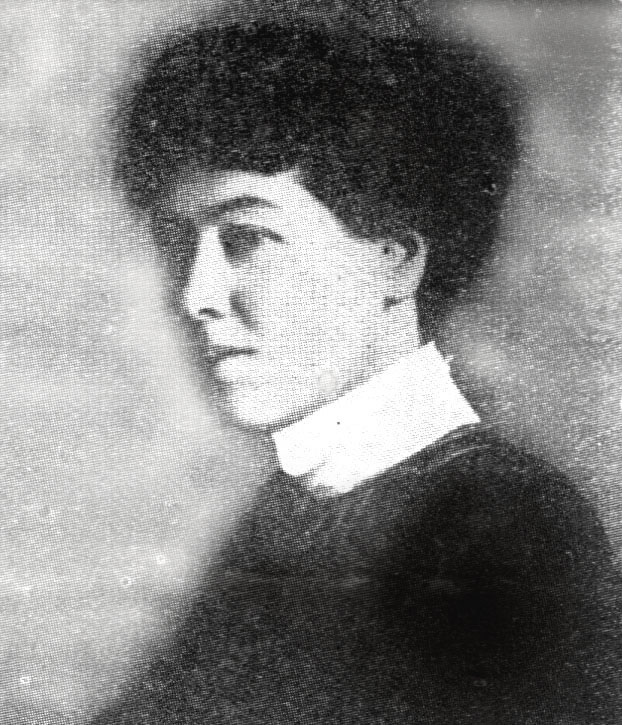
Alice Guy diresse i primi film Gaumont: è considerata la prima donna regista della storia del cinema - 1906

Nella sua impresa, che ha come emblema una margherita ispirata al nome di sua madre, l'industriale costruì apparecchi di proiezioni e cineprese, ma commercializzò anche macchine di altri inventori, come il cronofotografo di Georges Demenÿ. 
Questi apparecchi furono venduti accompagnati da pellicole dimostrative che vennero realizzate dalla segretaria della Gaumont, Alice Guy, considerata, nella storia del cinema, la prima regista donna. Gaumont, da parte sua, si interessò anche al cinema sonoro, studiandolo assieme a Henri Lioret, e al colore.
I film prodotti dalla compagnia vennero distribuiti attraverso una rete di sale. Nel 1911, il Gaumont Palace di Parigi diventò la più grande sala cinematografica del mondo con i suoi 3.400 posti.
Nel 1930, la società venne messa in liquidazione, ma nel 1938 riaprì i battenti con il nome di "Société nouvelle des établissements Gaumont".
Gaumont risiedeva spesso a Sainte-Maxime, località dove possedeva un castello costruito nel 1883. La residenza veniva usata per accogliere gli ospiti, ma anche per girarvi dei film, come, ad esempio, Judex, il serial del 1916 diretto da Louis Feuillade e girato in parte proprio a Sainte-Maxime.
Gaumont era fautore della diffusione dell'esperanto: produsse pertanto un breve film che mostrava una lezione della lingua internazionale e che venne proiettato nel 1911 in un congresso di esperantisti ad Anversa.
Gaumont morì a Sainte-Maxime nel 1946, ma fu sepolto a Parigi, nel Cimitero di Belleville. 
Nella capitale francese, nel 20º arrondissement, esiste una strada intitolata a suo nome.

## Filmografia

### Produttore
- La Fée aux choux di Alice Guy (1896) - supervisione alla produzione
- Les Chefs-d'oeuvre de Bébé di Émile Cohl (1910) - produttore
- Oscar et Kiki la midinette di Louis Feuillade (1913) - produttore
- Oscar au bain di Louis Feuillade (1913) - produttore
- Un conseil d'ami di Jacques Feyder (1916) - produttore
- Biscot se trompe d'étage di Jacques Feyder (1916) - produttore

### Filmato d'archivio
- Cinema Europe: The Other Hollywood - Where It All Began  episodio TV di Kevin Brownlow e David Gill, 1ª stagione, 1º episodio (1995)